# 290 î.Hr.

## Decese
- dată necunoscută: Eudem din Rhodos  (n. 350 î.Hr.)
- dată necunoscută: Autolycos din Pitana matematician grec (n. 360 î.Hr.)